# Nicolas Dehon
Pour les articles homonymes, voir Dehon.
Nicolas Dehon est un footballeur français devenu entraîneur de gardiens, né le 2 avril 1968 à Maubeuge (Nord).

## Biographie
Il grandit dans le petit village de Loivre près de Reims dans la Marne où ses parents tiennent une épicerie Corso sur la place du village. Il joue comme attaquant de poussin à minime au club de l'Entente Loivre-Berméricourt. 
Nicolas Dehon est formé à l'INF Vichy de 1984 à 1986. Il devient ensuite gardien de but de l'ES Troyes AC, où il reste toute sa carrière, de 1986 à 2000. Il connaît six montées, de la DH à la Ligue 1. Éducateur sportif dans la préfecture de l'Aube, il se met en disponibilité de son emploi de fonctionnaire municipal pour devenir entraîneur des gardiens de l'ESTAC, à la demande d'Alain Perrin. Il passe son diplôme spécifique dans la même promotion que Dominique Dropsy ou Bruno Valencony.  
Il quitte l'Aube pour rejoindre Le Havre AC en 2004 où il découvre le phénomène Steve Mandanda. Les deux hommes se lient d'amitié mais leur carrière professionnelle prend des chemins différents. En juin 2009, Dehon intègre le staff du Paris SG tandis que le futur gardien international débarque sur la Canebière. 
En fin de contrat avec le PSG et réclamé à cor et à cri par son ancien protégé, celui qui commence à jouir d'une belle réputation dans le milieu, accourt en 2010 à l'Olympique de Marseille rejoindre Mandanda.
Nicolas Dehon quitte le club phocéen en 2012, en même temps que Didier Deschamps et Guy Stéphan.
En juillet 2013, il retourne au Paris SG en tant qu’entraîneur des gardiens, en intégrant le staff de Laurent Blanc.
Il est démis de ses fonctions par le club parisien au mois de juillet 2017, remplacé par l'espagnol Javi Garcia, avec qui l’entraîneur Unai Emery a collaboré durant son passage au FC Séville.
En juin 2024, il rejoint le staff de Bruno Génésio en tant qu'entraîneur des gardiens au sein du Lille OSC.

## Carrière

### Joueur
- Avant 1982 :  ES Loivre (Poussins, Benjamins et Minimes)
- 1982-1983 :  US Maubeuge (jeunes)
- 1983-1984 :  RC Lens (jeunes)
- 1984-1986 :  INF Vichy
- 1986-2000 :  ES Troyes AC

### Entraîneur des gardiens
- 2000-2005 :  ES Troyes AC
- 2005-2009 :  Le Havre AC
- 2009-2010 :  Paris Saint-Germain
- 2010-2012 :  Olympique de Marseille
- 2013-2017 :  Paris Saint-Germain
- 2019-2020 (jan.) :  Amiens SC
- 2020 (jan.)-2023 :  OGC Nice
- 2024- :  Lille OSC

## Palmarès
- Vice-champion de France de National 1 en 1996 avec l'ESTAC